# 디외돈네 크위제라
디외돈네 크위제라 (1967년 8월 6일 ~ )는 800m 경주에서 전문적으로 활약한 부룬디의 중거리달리기 선수이다.
그는 세계 최고의 선수였지만 부룬디가 IOC가맹국이 아니었기 때문에 1988년 하계 올림픽, 1992년 하계 올림픽에 출전하지 못했다.
그는 1996년 애틀란타 하계 올림픽때 베뉘스트 니용가보에게 자신의 자리를 양보했고 1500m 경주에 참가했다.

## 1996년 애틀란타 올림픽
부룬디는 1996년 애틀란타 올림픽때 국제 무대에 데뷔했다.
그는 올림픽 개막식에서 부룬디 국기를 나르는 사람으로 선발되었다.